# N (kana)
ん in hiragana o ン in katakana, è un kana giapponese e rappresenta una mora. È l'unico kana che termini con una consonante. 
| Forma          | Rōmaji | Hiragana  | Katakana  |
| -------------- | ------ | --------- | --------- |
| Normale n (ん) | n      | ん        | ン        |
| Normale n (ん) | nn nh  | んん んー | ンン ンー |

## Scrittura

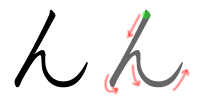
Stile di scrittura di ん

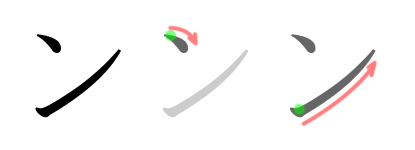
Stile di scrittura di ン